# Llengües preromanes

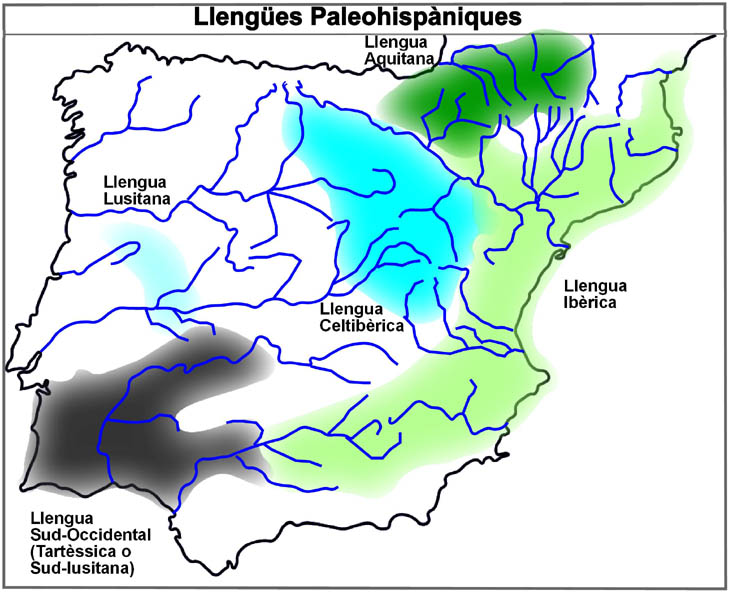
Llengües preromanes de la península Ibèrica

Les llengües preromanes són aquelles que es parlaven en un determinat territori abans de l'arribada dels romans. La majoria van desaparèixer víctimes de la pressió de la llengua llatina, tot i que en molts casos la seva empremta en forma de substrat es detecta en les llengües romàniques. El cas paradigmàtic de supervivència és el de la llengua basca, de la que l'aquità en seria la fase més antiga documentada.
La llengua catalana ha servat molts mots d'origen preromà. La presència d'aquest substrat el notem també en la toponímia, hi ha molts noms de lloc arreu dels Països Catalans d'origen preromà. Aquests els trobem sobretot al Pirineu, una zona lingüísticament molt conservadora, com els mateixos topònims. Les llengües preromanes balears han estat poc estudiades, l'aportació més significativa és la de Joan Coromines en els seus treballs d'onomàstica. Pels lingüistes resulta difícil de descobrir la semàntica dels topònims preromans, ja que l'origen d'aquests noms es troba al lèxic d'unes llengües que no coneixem. Per això diem que el substrat preromà és la part més fosca del nostre corpus lèxic i toponímic.
El coneixement de l'èuscar permet de buscar similituds entre les paraules d'aquesta llengua i els noms catalans d'origen preromà, i així constatar-ne l'ètim. De vegades, però, el coneixement d'aquesta llengua suposa un inconvenient per als lingüistes, atès que, segons indica el lingüista Enric Moreu-Rey, moltes vegades costa de veure que pot haver-hi simples coincidències.
El gàl·lic també ha tingut una bona aportació als noms propis i al lèxic catalans. Els parlars gàl·lics provenien de l'indoeuropeu i eren propis sobretot de la Gàl·lia, encara que s'estenien per altres llocs d'Europa. Algunes llengües europees deriven d'aquests parlars, les quals classifiquem al grup cèltic, dins de la família indoeuropea. Aquestes són el bretó, el còrnic, l'escocès, el gal·lès, l'irlandès i el manx. Podem establir l'etimologia dels noms d'origen gàl·lic tot comparant-los amb el lèxic d'aquestes llengües.

## Llengües preromanes
- celtibèric
- etrusc
- basc
- falisc
- gàl·lic
- ibèric
- lígur[a]
- lusità
- osc
- rètic
- tartessi
- umbre
- venètic

## Antropònims d'origen preromà
- Indíbil
- Mandoni
- Indaleci

## Topònims d'origen preromà
- Ancs
- Bor
- el Bruc
- Eixalada
- Er
- Esdús
- Ix
- Oix
- Orgeix
- Sareja
- Ses Mines
- Sort
- Suert
- Ur
- Urgell
- Urtx